# Haväng och Vitemölla strandbackar
Haväng och Vitemölla strandbackar är ett naturreservat i Simrishamns kommun.
Reservatet sträcker sig utmed cirka 2,5 km av Hanöbuktens strand från Verkeåns mynning i norr till Vitemölla i söder. I den mellersta delen av reservatet rinner Klammersbäck i en djup lövskogsbevuxen ravin. Större delen av reservatet är öppna betade hedar. Norr och söder om Klammersbäckens ravin växer även tallskog. De sandiga backarna som höjer sig in mot land är lämningar från den senaste istidens avsmältning för cirka 13 000 år sedan. Vitemölla strandbackar är en av de sista lokalerna av sandstäpp, en numera mycket sällsynt vegetationstyp i Sverige som endast finns i sydöstra Skåne.
Området har bebotts sedan de första människorna invandrade efter den senaste istiden. Av ett flertal förhistoriska gravar och boplatser i området är Havängsdösen den mest kända. Havängsdösen är en cirka 5 500-årig grav från bondestenåldern och ligger strax norr om reservatet. Strax nordväst om reservatet ligger Lindgrens länga, ett utemuseum med information om områdets historia, kultur och natur.
Haväng och Vitemölla strandbackar är även ett natura 2000-område.
I reservatets norra del rinner Verkeån ut i havet. Om man följer ån uppströms kan man vandra flera mil genom Verkeåns olika naturreservat. 

## Flora och fauna
På sandstäppen växer sällsynta arter som hedblomster, luktvädd, martorn, sandnejlika, sandvedel, tofsäxing samt liten och stor sandlilja. På de magra betesmarkerna växer backsippa, fältmalört, fältsippa och trift.
Det varma och torra klimatet med den speciella floran gör att även faunan är rik på sällsynta arter som sandödla, lövgroda, långbensgroda, strandpadda och sandnejlikegallmalen (en fjäril). Av fåglar finns arter som den rödlistade fältpiplärkan, sommargylling, lärkfalk och tornfalk. På hösten passer många flyttfåglar som till exempel prutgås och vitkindad gås.

## Vägbeskrivning
Från riksväg 9 svänger man av österut till Haväng vid Ravlunda för att komma till Vitemöllas strandbackar norrifrån. För att komma till Vitemölla strandbackar söderifrån svänger man av från riksväg 9 ca 1,5 km norr om Kivik till Vitemölla. Man kan även komma till mellersta delen med Klammersbäcken genom att svänga av österut till Havängs sommarby strax söder om Ravlunda.